# Acontistoptera
Acontistoptera is een geslacht van insecten uit de familie van de Bochelvliegen (Phoridae), die tot de orde tweevleugeligen (Diptera) behoort.

## Soort
- A. melanderi Brues, 1902